# Palencia de Negrilla
Pour les articles homonymes, voir Palencia (homonymie).
Ne doit pas être confondu avec Negrilla de Palencia.
Palencia de Negrilla est une commune de la province de Salamanque dans la communauté autonome de Castille-et-León en Espagne.